# Alvíssmál

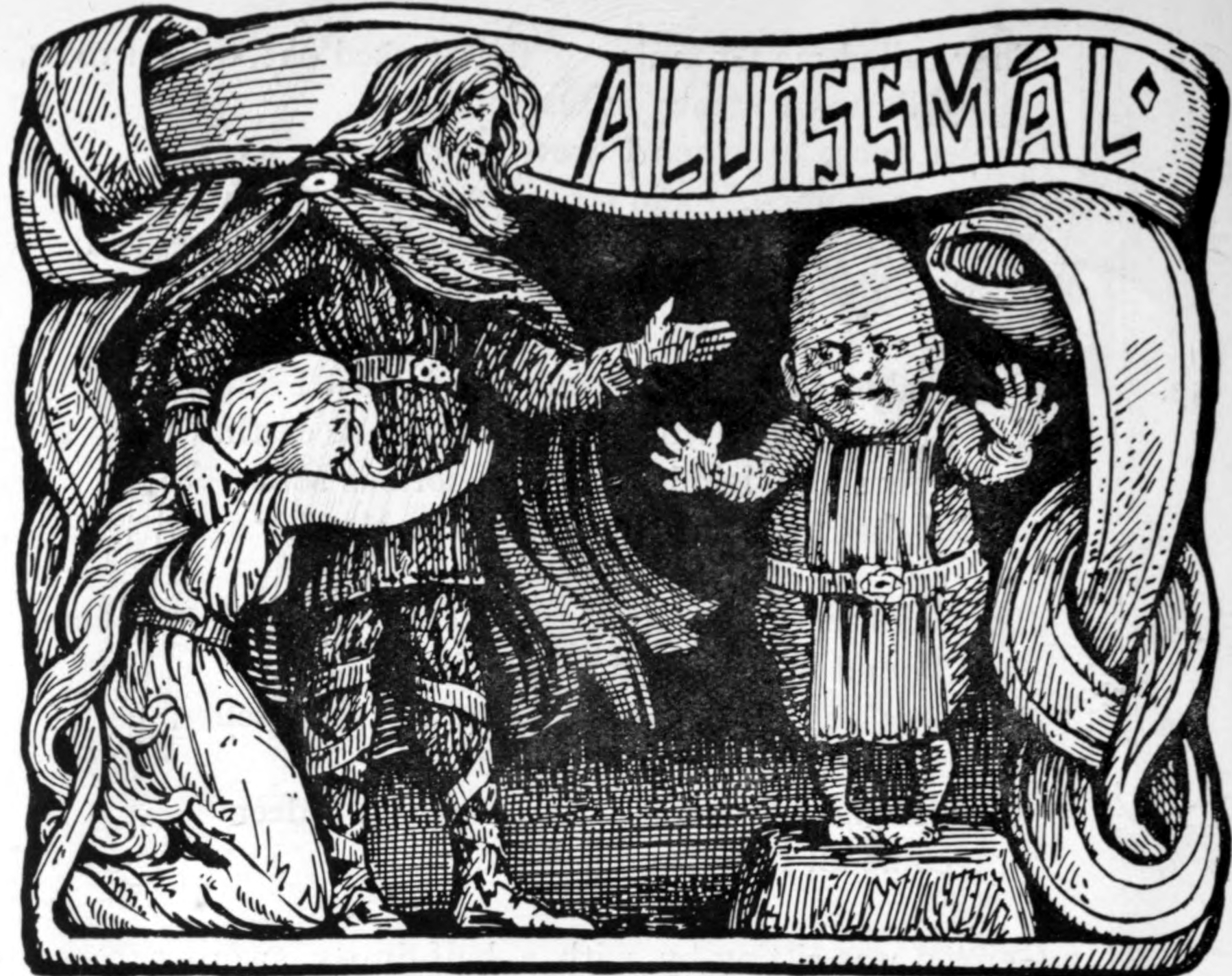
Thor dialoga con Alvíss mientras protege a su hija. Ilustración de W. G. Collingwood.

Alvíssmál (Dichos de Alvíss) es un poema éddico que relata una conversación entre Thor y un enano llamado Alvíss ("Todo sabiduría").
Alvíss se encuentra con Thor y le reclama a su hija Þrúðr como esposa. Aparentemente se le había prometido la hija de Thor anteriormente. Thor se niega ya que él no estaba en su casa cuando habían hecho el trato. Le dice a Alvíss que deberá contestar todas las preguntas que le haga y únicamente así le entregará a su hija. El resto del poema es principalmente una lista comparativa de nombres para diferentes entidades entre los hombres, los Æsir, los Vanir, los gigantes, los enanos y los elfos, la cual Alvíss elabora rápidamente en respuesta a las preguntas de Thor. Estos términos presumiblemente describen las características de los individuos, aunque un común denominador no puede discernirse fácilmente. Por ejemplo, el cielo tiene los siguientes nombres según Alvíss:
| Himinn heitir með mönnum, en Hlýrnir með goðum, kalla Vindófni vanir, Uppheim jötnar, alfar Fagraræfr, dvergar Drjúpansal. | Cielo lo llaman los hombres, Lo alto, los Ases, los Vanes, El tejedor de vientos; los gigantes, El mundo superior, los elfos, El techo hermoso, los enanos, La sala de lluvias. |

Alvíss tenía que contestar cada una de las preguntas de Thor. Esto no representaba un problema ya que él es más listo, pero Thor hace durar la prueba hasta el amanecer. Cuando el sol finalmente sale, al final del poema, Alvíss, al ser un enano, se convierte en piedra cuando es iluminado por los primeros rayos del sol. Es el único episodio registrado donde Thor vence con la inteligencia a un adversario. En general siempre confiaba en su fuerza.
No hay acción en el poema y contiene descripciones no encontradas en ninguna otra fuente, las cuales posiblemente sean creación del poeta.